# Stille flyder Don (film fra 1931)
 For alternative betydninger, se Stille flyder Don (flertydig). (Se også artikler, som begynder med Stille flyder Don)
Stille flyder Don (russisk: Тихий Дон) er en sovjetisk film fra 1931 af Ivan Pravov og Olga Preobrasjenskaja.
Filmen er en filmatisering af de to første bind af Mikhail Sjolokhovs roman af samme navn.

## Medvirkende
- Nikolaj Podgornyj som Pantelej Melekhov
- Andrej Abrikosov som Grigorij Melekhov
- Emma Tsesarskaja som Aksinja Astagova
- Raisa Puzjnaja som Natalja Kosjonova
- Aleksandr Gromov som Pjotr Melekhov